# Triaža
Triaža je proces določanja prioritete zdravljenja pacientov glede na resnost njihovega stanja. To učinkovito racionalizira zdravljenje, ko ni na razpolago dovolj sredstev, da bi vse poškodbe zdravili takoj. Izraz izvira iz francoskega glagola trier, ki pomeni ločiti, pregledati in izbrati. Rezultat triaže je lahko določanje vrstnega reda nujnosti urgentnega zdravljenja, določanje vrstnega reda in nujnosti urgentnega prevoza ali določanje lokacije, kamor bo pacient pripeljan. 
Triažo lahko uporabljamo tudi, ko so pacienti pripeljani na urgentni oddelek ali preko telefonskih sistemov za zdravniško pomoč. Ta članek se ukvarja s konceptom triaže, kot se pojavlja pri urgentnih zdravniških zadevah, vključno s predbolnišnično oskrbo, katastrofami in obravnano na urgenci. 
Izraz triaža se je razvil med Napoleonovimi vojnami skozi delo Dominique Jean Larrey. Izraz so nato uporabljali francoski zdravniki med prvo svetovno vojno, ki so skrbeli za poškodovane na bojišču v t.i. bolnišničnih enotah za fronto. Tisti, ki so bili odgovorni za to, da so prenašali ranjene z bojišč ali za njihovo kasnejšo oskrbo so žrtve razdelili v tri skupine:
- tisti, ki bodo verjetno preživeli, ne glede na to ali takoj dobijo oskrbo
- tisti, ki bodo verjetno umrli, ne glede na to ali takoj dobijo oskrbo
- tisti, pri katerih lahko takojšnja oskrba izboljša izid.

Veliko urgentnih služb še danes uporablja podoben model. V začetni fazi nesreče, ko sta prisotna samo dva reševalca, ki morata oskrbeti 20 ali več pacientov, praktično zahteva bolj »primitiven« model, kot je opisan zgoraj. Takoj ko na kraj nesreče prispejo vsi reševalci, pa uporabljajo model, ki je zapisan v njihovem pravilniku in stalnih navodil, ki se jih morajo držati.
Z razvojem medicinske tehnologije so se spremenili in napredovali tudi moderni pristopi k triaži, ki vse bolj temeljijo na znanstvenih modelih. Kategorizacija žrtev je pogosto rezultat tiražnega točkovanja, ki temelji na specifičnih fizioloških ocenah. Nekateri modeli, kot START model, pa temeljijo na algoritmu. S tem ko koncepti triaže postajajo bolj napredni, se napotki za triažo prav tako razvijajo s pomočjo programske in strojne opreme, ki pomagajo pri sprejemanju odločitev. Le-to uporabljajo tako bolnišnice kot tudi reševalci na terenu.

## Enostavna triaža
Enostavno triažo po navadi uporabljamo na kraju nesreče ali nesreče z več poškodovanimi, da ti paciente razporedili na tiste, ki potrbujejo nujno urgentno pomoč in takojšen transport v bolnišnico in tiste, ki imajo lažje poškodbe. Ta korak lahko začnemo, preden na kraj nesreče prispe transport.
Ko reševalci oz. zdravniki končajo začetno oceno, lahko vsak pacient dobi oznako, s katero identificirajo pacienta, prikažejo ugotovitve prvega pregleda in določijo prioritetnost pacienta za medicinsko pomoč in transport. Kot najbolj osnovno obliko poznamo označevanje pacientov z barvnim označevalnim trakom ali z markerji (flomastri). Tu poznamo tudi vnaprej natisnjene kartice za ta namen, znane pod imenom triažne kartice.
Veliko triažnih sistemov uporablja triažne kartice z določenim formatom. 
Triažna kartica je vnaprej pripravljena oznaka, ki jo damo vsakemu pacientu, in služi za doseganje več ciljev:
- Identificiranje pacienta
- Zapis dosedanjih ugotovitev glede pacientovega stanja
- Identificiranje prioritetosti pacientove potrebe po medicinski pomoči in transportu v bolnišnico
- Za spremljanje pacientovega stanja skozi triažo
- Za identificiranje dodatnih nevarnosti, kot so okužbe